# Женская сборная Турции по волейболу
Женская национальная сборная Турции по волейболу (тур. Türkiye Bayan Millî Voleybol Takımı) — представляет Турцию на международных соревнованиях по волейболу. Управляющей организацией выступает Турецкая федерация волейбола (тур. Türkiye Voleybol Federasyonu — TVF).

## История

### XX век
Волейбол появился в Турции в 1919 году в Стамбуле. Пропагандистом новой игры был преподаватель физического воспитания американец Д.Дивер. Федерация спортивных игр Турции (развивавшая кроме волейбола ещё и баскетбол с гандболом) присоединилась к ФИВБ в 1949 году. В 1958 была образована независимая Турецкая федерация волейбола.
Свой первый матч женская сборная Турции провела в 1957 году на международном турнире, проходившем в Стамбуле. В этой игре турчанки проиграли сборной Румынии в трёх партиях. Первая же победа была одержана в июле 1961 года над сборной ФРГ со счётом 3:2.
Дебют женской национальной команды Турции в официальных международных соревнованиях под эгидой ФИВБ состоялся на прошедшем в октябре—ноябре 1963 года в Румынии чемпионате Европы. В нём турецкие волейболистки заняли 10-е место из 13 участвовавших команд.
Следующее европейское первенство прошло в 1967 году в Турции с участием 15 сборных. Хозяйки чемпионата стали 12-ми.
Результаты сборной Турции на протяжении последующих 35 лет были также весьма скромными. На чемпионаты мира они за этот период квалифицироваться ни разу не смогли, а трижды участвуя в финальной стадии чемпионатов Европы (в 1981, 1989 и 1995 годах) занимали места в самом низу турнирной таблицы, одержав лишь 2 победы при 17 поражениях. Все медальные достижения турецких волейболисток за этот период были связаны только с региональными соревнованиями — Средиземноморскими играми и чемпионатами Балканских стран.

### XXI век

#### 2000-е годы
Стремительный прорыв женской сборной Турции в европейскую элиту состоялся на домашнем чемпионате Европы 2003 года. На предварительной стадии первенства турчанки одержали 4 победы в 5 матчах, в том числе над сборной России со счётом 3:0, а в полуфинале не оставили никаких шансов голландкам, обыграв их также в трёх партиях. Казалось, что Европа может получить самого неожиданного чемпиона за всю историю проведения континентальных первенств, ведь до этого турецкие волейболистки ни разу не входили даже в десятку лучших команд «Старого Света». И всё же сенсация не состоялась. В финале даже яростная поддержка 6 тысяч турецких болельщиков не помогла явно перегоревшей местной сборной одолеть команду Польши и решающий матч завершился уверенной победой последних 3:0 (25:17, 25:14, 25:17). Основной вклад в выигрыш сборной Турции первых медалей в крупнейших международных турнирах внесли грозная нападающая Неслихан Демир, бывшая волейболистка сборной России и московского ЦСКА Наталья Ханикоглу (Шигина-Беляева), связующая Бахар Мерт, центральные блокирующие Озлем Озчелик и Айсун Озбек, нападающая Эсра Гюмюш и либеро Гюльден Каялар, получившая приз лучшей защитницы первенства. Тренировал серебряных призёров Решат Язычиогуллары.
В ноябре того же года сборная Турции впервые приняла участие в розыгрыше Кубка мира, но выступила на нём посредственно, заняв лишь 7-е место при 5 победах и 6 поражениях.
Неслучайность своего успеха в континентальном первенстве турецкие волейболистки подтвердили на европейском олимпийском квалификационном турнире, прошедшем в январе 2004 года в столице Азербайджана Баку и в котором приняли участие 8 сильнейших сборных Европы. Обыграв на групповой стадии с одинаковым счётом 3:1 поочерёдно команды Италии, Болгарии и Нидерландов, в полуфинале также в четырёх сетах была одержана победа над сборной Польши. Тем самым турчанки реваншировались за проигрыш в финале домашнего чемпионата Европы, отцепив полек от Олимпиады. А вот решающий матч за путёвку на Олимпийские игры турчанкам вновь, как и тремя с половиной месяцами ранее в финале Евро-2003, не удался. Сборная Германии разгромила турецких волейболисток 3:0 (25:22, 25:16, 25:7), оставив их за бортом олимпийского волейбольного турнира.
В 2005 году сборная Турции без особого успеха выступила на чемпионате Европы в Хорватии, где стала 6-й, одержав 3 победы и 4 раза проиграв. Тем не менее сразу две турецкие волейболистки стали обладательницами индивидуальных призов по итогам первенства — Озлем Озчелик (лучшая на блоке) и Гюльден Каялар (лучшая в защите, причём второй раз подряд в чемпионатах континента).
В 2006 году сборная Турции впервые стала участницей чемпионата мира, но отыграла на волейбольных площадках Японии неудачно, заняв лишь 10-е место. После этого Решат Язычиогуллары покинул пост наставника национальной команды. Из турецких волейболисток этот турнир себе в актив могла занести лишь Неслихан Дарнель (Демир), ставшая самым результативным игроком первенства.
В 2007 новым главным тренером сборной Турции назначен итальянский специалист Алессандро Кьяппини. При нём произошёл значительный приток новых волейболисток в национальную команду, хотя на ближайших результатах это сказалось негативным образом. За три года его работы со сборной турецкие волейболистки дебютировали в розыгрыше Гран-при, где заняли 7-е место (2007 год), дважды (в 2007 и 2009) не смогли пробиться в плей-офф чемпионатов Европы и, наконец, дважды подряд не выиграли Евролигу, финальный этап которой в 2009 и 2010 годах проходил в Турции. После болезненной неудачи в Евролиге-2010, где турчанки проиграли в полуфинале команде Болгарии, Кьяппини ушёл в отставку.

#### 2010-е годы
В августе 2010 во главе сборной встал турецкий тренер Мехмет Бедистенлиоглу. Под его руководством сборная Турции заняла высокое 6-е место на чемпионате мира, одержав на нём 6 побед и потерпев 5 поражений. Самой результативной волейболисткой первенства во второй раз подряд стала Неслихан Дарнель.
Несмотря на достаточно неплохой результат на чемпионате мира, волейбольные руководители Турции на пост наставника женской национальной команды пригласили иностранца, которым стал бразилец Марко Аурелио Мотта, ранее уже работавший в Турции на клубном уровне.
Фундамент обновлённой сборной, заложенный 3-4 годами ранее, при бразильском тренере стал основой успеха турецкой команды в 2011 и 2012 годах. В четвертьфинале Евро-2011 турецкие волейболистки уверенно победили сборную России со счётом 3:0, в полуфинале в упорнейшей борьбе в пяти сетах уступили хозяйкам первенства — команде Сербии, а в матче за третье место, также в пяти партиях, переиграли итальянок. Самой результативной волейболисткой турнира уже по традиции стала лидер сборной Неслихан Дарнель, лучшей на подаче признана Бахар Токсой. Во второй раз в своей истории сборная Турции стала обладателем медалей чемпионата Европы. Двукратными призёрами европейского континентального первенства стали Неслихан Дарнель, Гюльден Каялар и Эсра Гюмюш.
В мае 2012 года на проходившем в турецкой Анкаре европейском олимпийском квалификационном турнире сборная Турции уверенно выиграла единственную разыгрывавшуюся путёвку на лондонскую Олимпиаду, победив команды Германии, Болгарии, Хорватии (на групповом этапе), России (в полуфинале) и в решающем матче сборную Польши со счётом 3:0. Летом того же года турчанки успешно выступили на Гран-при, завоевав бронзовые награды.
В июле—августе 2012 года национальная команда Турции впервые приняла участие в олимпийском волейбольном турнире на Играх в Лондоне. На предварительном этапе турецкие волейболистки попали в «группу смерти» вместе с командами США, Бразилии, Китая, Сербии и Южной Кореи. В первом же матче группового этапа турчанки дали бой бразильским волейболисткам, но уступили им в пяти партиях. Во второй день турнира сборная Турции проиграла китаянкам 1:3, а затем одержала две победы подряд — над сборными Сербии 3:0 и Южной Кореи 3:2. И только неудача в последней игре предварительной стадии с командой США (0:3) не позволила турецкой сборной продолжить борьбу за медали Олимпиады.
В начале 2013 года новым главным тренером женской сборной Турции назначен итальянец Массимо Барболини, ранее возглавлявший сборную Италии, которую приводил к победам в Кубке мира (дважды) и чемпионатах Европы (дважды). В Гран-при-2013 турчанки стали восьмыми, а на чемпионате Европы того же года выбыли из борьбы за награды на четвертьфинальной стадии, уступив в трёх партиях будущему победителю — сборной России.

После сезона 2014 года, когда турецкая сборная на чемпионате мира не сумела пробиться в третий групповой раунд, а в Гран-при остановилась в шаге от медалей, новым наставником национальной команды назначен Ферхат Акбаш, прежде в сборной работавший ассистентом Барболини. Под его руководством на первых Европейских играх турецкие волейболистки, выступая практически оптимальным составом, дошли до финала, где уверенно победили сборную Польши, также привёзшую в Баку основной состав. Тремя месяцами позже на чемпионате Европы команда Турции вышла в полуфинал, но далее ничего не смогла противопоставить сборной Нидерландов и затем в матче за бронзу сербским волейболисткам, проиграв обеим по 0:3.
В начале января 2017 новым главным тренером сборной назначен итальянец Джованни Гуидетти, возглавляющий одну из сильнейших команд Турции «Вакыфбанк», а до декабря 2016 одновременно являвшийся и главным тренером женской сборной Нидерландов. Под его началом в 2017 году турецкая сборная уверенно квалифицировалась на чемпионат мира 2018 и выиграла «бронзу» чемпионата Европы.
В 2018 сборная Турции выиграла серебряные награды первого розыгрыша Лиги наций.
В 2019 решающая стадия плей-офф чемпионата Европы прошла в Турции. Турецкие волейболистки во второй раз в своей истории вышли в финал континентального первенства, но опять, как и 16 лет назад, уступила в решающем матче. Финал против действующих чемпионок мира и Европы из сборной Сербии прошёл в упорнейшей борьбы и в 5-сетовом противостоянии принёс успех сербкам. 

#### 2020-е годы
В 2020 турецкая национальная команда во второй раз в своей истории стала призёром Лиги наций, а на отложенных на год Олимпийских играх в Токио вышла в плей-офф, где неожиданно уступила сборной Южной Кореи 2:3. Олимпийская неудача была сглажена бронзовыми медалями, выигранными турецкими волейболистками в том же году на чемпионате Европы.
В январе 2023 года новым главным тренером назначен итальянец Даниэле Сантарелли, ранее работавший со сборными Хорватии и Сербии. Под его руководством сборная Турции добилась своей первой победы всемирного уровня, выиграв Лигу наций. На предварительной стадии розыгрыша турчанки заняли 3-е место, а в плей-офф, проходившем в Арлингтоне (США) последовательно переиграли Италию (3:0), США (3:1) и в финале Китай (3:1). Лучшим игроком финального этапа была признана натурализованная кубинка Мелисса Варгас, дебютировавшая в турецкой команде. Она же признана и лучшей диагональной нападающей турнира. Кроме неё в символическую сборную вошли ещё две турчанки — центральная блокирующая Зехра Гюнеш и либеро Гизем Орге. В последовавшем за Лигой наций чемпионате Европы команда Турции вновь стала лучшей, впервые в своей истории выиграв континентальное первенство. В финале турчанки победили сборную Сербии 3:2. Лучшим игроком турнира вновь стала Варгас.
На Олимпийские игры 2024 в Париж сборная Турции ехала в качестве одного из фаворитов, но в полуфинале проиграла Италии 0:3, а в поединке за 3-е место уступила команде Бразилии 1:3.

## Результаты выступлений и составы

### Олимпийские игры
| - 1964 — не участвовала - 1968 — не участвовала - 1972 — не участвовала - 1976 — не участвовала - 1980 — не участвовала - 1984 — не участвовала - 1988 — не участвовала - 1992 — не участвовала | - 1996 — не участвовала - 2000 — не квалифицировалась - 2004 — не квалифицировалась - 2008 — не квалифицировалась - 2012 — 9—10-е место - 2016 — не квалифицировалась - 2020 — 5—8-е место - 2024 — 4-е место |

- 2012: Гюльден Каялар-Кузубашиоглу, Гизем Гюрешен, Полен Услупехливан, Бахар Токсой, Озге Кырдар-Чемберджи, Гёзде Кырдар-Сонсырма, Наз Айдемир, Эсра Гюмюш, Нериман Озсой, Эда Эрдем, Неслихан Дарнель, Бюшра Джансу. Тренер — Марко Аурелио Мотта.
- 2021: Симге-Шебнем Акёз, Джансу Озбай, Тугба Шеноглу, Шейма Эрджан, Кюбра Чалышкан-Акман, Ханде Баладын, Мелиха Исмаилоглу, Наз Айдемир-Акйол, Мерьем Боз, Эда Эрдем-Дюндар, Зехра Гюнеш, Эбрар Каракурт. Тренер — Джованни Гуидетти.
- 2024: Хатидже-Гизем Орге, Джансу Озбай, Мелисса Варгас Абреу, Ханде Баладын, Мелиха Дикен (Исмаилоглу), Дерья Джебеджиоглу, Элиф Шахин, Эда Эрдем-Дюндар, Зехра Гюнеш, Аслы Калач, Бейза Арыджи, Илькин Айдын, Эбрар Каракурт. Главный тренер — Даниэле Сантарелли.

### Чемпионаты мира
| - 1952 — не участвовала - 1956 — не участвовала - 1960 — не участвовала - 1962 — не участвовала - 1967 — не участвовала - 1970 — не квалифицировалась - 1974 — не участвовала - 1978 — не участвовала - 1982 — не квалифицировалась - 1986 — не участвовала | - 1990 — не квалифицировалась - 1994 — не квалифицировалась - 1998 — не квалифицировалась - 2002 — не квалифицировалась - 2006 — 10-е место - 2010 — 6-е место - 2014 — 9—10-е место - 2018 — 9—10-е место - 2022 — 8-е место - 2025 — |

- 2006: Бахар Мерт, Гюльден Каялар, Озлем Озчелик, Айсун Озбек, Наталья Ханикоглу, Дениз Хакйемез, Гёзде Кырдар, Эсра Гюмюш, Недиме-Элиф Агджа, Эда Эрдем, Седа Токатиоглу, Неслихан Дарнель (Демир). Тренер — Решат Язычиогуллары.
- 2010: Озге Кырдар-Чемберджи, Гюльден Каялар-Кузубашиоглу, Айше-Гёкчен Денкель, Недиме-Элиф Агджа, Бахар Токсой, Гёзде Кырдар-Сонсырма, Наз Айдемир, Эсра Гюмюш, Нериман Озсой, Эда Эрдем, Седа Токатиоглу, Неслихан Дарнель, Бюшра Джансу, Гизем Гюрешен. Тренер — Мехмет Бедистенлиоглу.
- 2014: Гюльдениз Онал, Гёзде Сонсырма, Гизем Карадайи, Кюбра Акман, Полен Услупехливан, Седа Токатиоглу, Бахар Токсой, Сенийе-Мерве Далбелер, Наз Айдемир, Нериман Озсой, Мелиха Исмаилоглу, Асуман Каракоюн, Джейлан Арысан, Озгенур Юртдагюлен. Тренер — Массимо Барболини.
- 2018: Хатидже-Гизем Орге-Гюнер, Симге-Шебнем Акёз, Джансу Озбай, Бейза Аричи, Шейма Эрджан, Ханде Баладын, Мелиха Исмаилоглу, Чагла Акын, Мерьем Боз, Эда Эрдем-Дюндар, Эбрар Каракурт, Зехра Гюнеш, Айлин Сарыоглу, Дерья Чебеджиоглу. Тренер — Джованни Гуидетти.
- 2022: Симге-Шебнем Акёз, Джансу Озбай, Салиха Шахин, Ханде Баладын, Мелиха Исмаилоглу, Элиф Шахин, Мерьем Боз, Эда Эрдем-Дюндар, Айчин Акйол, Дерья Чебеджиоглу, Зехра Гюнеш, Айлын Сарыоглу-Аджар, Илькин Айдын, Эбрар Каракурт. Тренер — Джованни Гуидетти.

### Кубок мира
Сборная Турции квалифицировалась только в один розыгрыш Кубка мира.
- 2003 — 7-е место
- 2003: Бахар Урчу, Эсра Гюмюш, Синем Акап, Озлем Озчелик, Айсун Озбек, Айше-Гёкчен Денкель, Наталья Ханикоглу, Гёзде Кырдар, Пелин Челик, Гюльден Каялар, Седа Токатиоглу, Неслихан Демир. Тренер — Решат Язычиогуллары.

### Гран-при
В розыгрышах 1993—2004 сборная Турции участия не принимала.
| - 2005 — не квалифицировалась - 2006 — не квалифицировалась - 2007 — не квалифицировалась - 2008 — 7-е место - 2009 — не участвовала - 2010 — не квалифицировалась - 2011 — не квалифицировалась | - 2012 — 3-е место - 2013 — 8-е место - 2014 — 4-е место - 2015 — 11-е место - 2016 — 10-е место - 2017 — 11-е место |

- 2008: Нихан Йелдан, Серай Алтай, Эргюль Авджи, Дуйгу Баль, Бахар Токсой, Дениз Хакйемез, Гёзде Кырдар, Пелин Челик, Эсра Гюмюш, Нериман Озсой, Седа Токатиоглу, Наз Айдемир. Тренер — Алессандро Кьяппини.
- 2012: Гюльден Каялар-Кузубашиоглу, Гизем Гюрешен, Полен Услупехливан, Бахар Токсой, Гёзде Сонсырма-Кырдар, Наз Айдемир, Эсра Гюмюш, Нериман Озсой, Эда Эрдем, Неслихан Дарнель, Бюшра Джансу, Нилай Оздемир. Тренер — Марко Аурелио Мотта.
- 2013: Гюльдениз Онал-Пашаоглу, Гизем Карадайи (Гюрешен), Эргюль Авджи, Полен Услупехливан, Седа Токатиоглу, Бахар Токсой, Озге Кырдар-Чемберджи, Гёзде Кырдар-Сонсырма, Наз Айдемир, Нериман Озсой, Бюшра Джансу, Неслихан Дарнель, Асуман Каракоюн, Асли Калач. Тренер — Массимо Барболини.
- 2014: Гюльдениз Онал-Пашаоглу, Гёзде Сонсырма, Гизем Карадайи, Гамзе Аликая, Кюбра Акман, Полен Услупехливан, Седа Токатиоглу, Бахар Токсой, Сенийе-Мерве Далбелер, Йелиз Баша, Наз Айдемир, Нериман Озсой, Эда Эрдем-Дюндар, Бюшра Джансу, Асуман Каракоюн, Чагла Акын, Озгенур Юртдагюлен, Гизем Орге. Тренер — Массимо Барболини.

### Лига наций
- 2018 —  2-е место
- 2019 — 4-е место
- 2021 —  3-е место
- 2022 — 4-е место
- 2023 —  1-е место
- 2024 — 5—8-е место
- 2025 — 6-е место

- 2018: Хатидже-Гизем Орге-Гюнер, Симге-Шебнем Акёз, Джансу Озбай, Бейза Аричи, Шейма Эрджан, Ханде Баладын, Мелиха Исмаилоглу, Мерьем Боз, Эда Эрдем-Дюндар, Эбрар Каракурт, Зехра Гюнеш, Гамзе Аликая, Айлин Сарыоглу. В матчах предварительного раунда также играли Кюбра Чалышкан-Акман, Фулден Урал, Аслихан Кылыч, Джерен Кестиренгёз, Салиха Шахин, Ясемин Гювели. Тренер — Джованни Гуидетти.
- 2021: Симге-Шебнем Акёз, Джансу Озбай, Тугба Шеноглу, Шейма Эрджан, Кюбра Чалышкан-Акман, Ханде Баладын, Мелиха Исмаилоглу, Бусе Юнал, Мерьем Боз, Эда Эрдем-Дюндар, Аслы Калач, Дерья Джебеджиоглу, Илькин Айдын, Эбрар Каракурт. Тренер — Джованни Гуидетти.
- 2023: Илькин Айдын, Айча Айкач, Симге-Шебнем Акёз, Ханде Баладын, Мелисса Варгас, Зехра Гюнеш, Дерья Джебеджиоглу, Аслы Калач, Эбрар Каракурт, Джансу Озбай, Хатидже-Гизем Орге, Салиха Шахин, Элиф Шахин, Эда Эрдем-Дюндар. В матчах предварительного раунда также играли Кюбра Акман, Ясемин Гювели и Мелиха Исмаилоглу. Тренер — Даниэле Сантарелли.

### Чемпионаты Европы
| - 1949 — не участвовала - 1950 — не участвовала - 1951 — не участвовала - 1955 — не участвовала - 1958 — не участвовала - 1963 — 10-е место - 1967 — 12-е место - 1971 — не участвовала - 1975 — не квалифицировалась - 1977 — не квалифицировалась - 1979 — не квалифицировалась - 1981 — 12-е место - 1983 — не квалифицировалась - 1985 — не квалифицировалась - 1987 — не квалифицировалась - 1989 — 11-е место - 1991 — не квалифицировалась | - 1993 — не квалифицировалась - 1995 — 11—12-е место - 1997 — не квалифицировалась - 1999 — не квалифицировалась - 2001 — не квалифицировалась - 2003 — 2-е место - 2005 — 6-е место - 2007 — 9—10-е место - 2009 — 5—6-е место - 2011 — 3-е место - 2013 — 5—8-е место - 2015 — 4-е место - 2017 — 3-е место - 2019 — 2-е место - 2021 — 3-е место - 2023 — 1-е место - 2026 — |

- *  2003: Бахар Урчу, Эсра Гюмюш, Синем Акап, Озлем Озчелик, Айсун Озбек, Наталья Ханикоглу, Месуде Куян, Пелин Челик, Чигдем Джан, Гюльден Каялар, Седа Токатиоглу, Неслихан Демир. Тренер — Решат Язычиогуллары.
- 2005: Бахар Мерт (Урчу), Гюльден Каялар, Озлем Озчелик, Айсун Озбек, Дуйгу Сипахиоглу, Наталья Ханикоглу, Дениз Хакйемез, Гюльдениз Онал, Недиме-Элиф Агджа, Эда Эрдем, Седа Токатиоглу, Неслихан Дарнель (Демир). Тренер — Решат Язычиогуллары.
- 2007: Бахар Мерт, Гюльден Каялар, Айсун Озбек, Айше-Гёкчен Денкель, Дениз Хакйемез, Гёзде Кырдар, Пелин Челик, Эсра Гюмюш, Нериман Озсой, Эда Эрдем, Чигдем Расна, Неслихан Дарнель. Тренер — Алессандро Кьяппини.
- 2009: Пелин Челик, Нихан Йелдан, Гизем Гюрешен, Бахар Токсой, Дениз Хакйемез, Гёзде Кырдар, Наз Айдемир, Эсра Гюмюш, Нериман Озсой, Эда Эрдем, Ипек Сороглу, Неслихан Дарнель, Мерьем Боз, Элиф Онур. Тренер — Алессандро Кьяппини.
- 2011: Гюльдениз Онал, Гюльден Каялар-Кузубашиоглу, Гизем Гюрешен, Эргюль Авджи, Полен Услупехливан, Бюшра Джансу, Бахар Токсой, Озге Кырдар-Чемберджи, Гёзде Кырдар-Сонсырма, Эсра Гюмюш, Нериман Озсой, Эда Эрдем, Неслихан Дарнель, Асуман Каракоюн. Тренер — Марко Аурелио Мотта.
- 2013: Гюльдениз Онал-Пашаоглу, Асли Калач, Гизем Карадайи (Гюрешен), Биргюль Гюлер, Эргюль Авджи, Полен Услупехливан, Седа Токатиоглу, Бахар Токсой, Озге Кырдар-Чемберджи, Гёзде Кырдар-Сонсырма, Наз Айдемир, Дилара Багджи, Бюшра Джансу, Неслихан Дарнель. Тренер — Массимо Барболини.
- 2015: Нилай Оздемир, Гёзде Кырдар, Гизем Карадайи, Сенийе-Мерве Далбелер, Кюбра Акман, Полен Услупехливан, Мелиха Исмаилоглу, Бюшра Кылычлы-Джансу, Гюльдениз Онал-Пашаоглу, Наз Айдемир-Акйол, Гёзде Йылмаз, Нериман Озсой, Эда Эрдем-Дюндар, Ханде Баладын. Тренер — Ферхат Акбаш.
- 2017: Хатидже-Гизем Орге, Гёзде Кырдар, Кюбра Чалышкан (Акман), Сенийе-Мерве Далбелер, Полен Услупехливан, Бахар Токсой-Гуидетти, Гюльдениз Онал-Пашаоглу, Наз Айдемир-Акйол, Нериман Озсой, Эда Эрдем-Дюндар, Ханде Баладын, Симге-Шебнем Акёз, Гамзе Аликая, Мерьем Боз. Тренер — Джованни Гуидетти.
- 2019: Симге-Шебнем Акёз, Джансу Озбай, Шейма Эрджан, Кюбра Чалышкан-Акман, Ханде Баладын, Мелиха Исмаилоглу, Наз Айдемир-Акйол, Гёзде Йылмаз, Мерьем Боз, Эда Эрдем-Дюндар, Зехра Гюнеш, Айлин Сарыоглу, Фатма Йылдырым, Эбрар Каракурт. Тренер — Джованни Гуидетти.
- 2021: Симге-Шебнем Акёз, Джансу Озбай, Тугба Шеноглу, Ханде Баладын, Мелиха Исмаилоглу, Айча Айкач, Бусе Юнал, Мерьем Боз, Эда Эрдем-Дюндар, Зехра Гюнеш, Дерья Джебеджиоглу, Илькин Айдын, Белиз Башкыр, Эбрар Каракурт. Тренер — Джованни Гуидетти.
- 2023: Хатидже-Гизем Орге, Симге-Шебнем Акёз, Джансу Озбай, Мелисса Варгас Абреу, Айча Айкач, Кюбра Акман, Ханде Баладын, Дерья Джебеджиоглу, Элиф Шахин, Эда Эрдем-Дюндар, Зехра Гюнеш, Аслы Калач, Илькин Айдын, Эбрар Каракурт. Главный тренер — Даниэле Сантарелли.

### Евролига
- 2009 —  2-е место
- 2010 —  3-е место
- 2011 —  2-е место
- 2012 — 7—9-е место
- 2013 — 5—6-е место
- 2014 —  1-е место
- 2015 —  2-е место
- 2016 — не участвовала
- 2017 — не участвовала
- 2018 — не участвовала
- 2019 — не участвовала
- 2021 — не участвовала
- 2022 — не участвовала
- 2023 — не участвовала
- 2024 — не участвовала

- 2014: Эзги Дилик, Кюбра Акман, Джейлан Арысан, Бихтер Думаноглу, Полен Услупехливан, Йелиз Баша, Хатидже-Гизем Орге, Джансу Четин, Гёзде Йылмаз, Мелиха Исмаилоглу, Чагла Акын, Озгенур Юртдагюлен. Тренер — Ферхат Акбаш.

### Европейские игры
- 2015 —  1-е место

- 2015: Гизем Карадайи-Гюрешен, Сенийе-Мерве Далбелер, Кюбра Акман, Полен Услупехливан, Мелиха Исмаилоглу, Седа Асланйюрек-Токатиоглу, Бюшра Кылычлы-Джансу, Гюльдениз Онал-Пашаоглу, Наз Айдемир-Акйол, Гёзде Йылмаз, Нериман Озсой, Аслы Калач, Диджле Нур-Бабат, Чагла Акын. Тренер — Ферхат Акбаш

### Средиземноморские игры
- 1-е место — 2005.
- 2-е место — 1987, 1991, 1997, 2001, 2009, 2013, 2022.
- 3-е место — 1975, 1993, 2018.

- 2005: Бахар Мерт (Урчу), Гюльден Каялар, Озлем Озчелик, Айсун Озбек, Дуйгу Сипахиоглу, Наталья Ханикоглу, Дениз Хакйемез, Недиме-Элиф Агджа, Седа Токатиоглу, Неслихан Дарнель, Гёзде Кырдар. Тренер — Решат Язычиогуллары.
- 2013: Гюльдениз Онал-Пашаоглу, Гизем Карадайи (Гюрешен), Эргюль Авджи, Полен Услупехливан, Седа Токатиоглу, Бахар Токсой, Озге Кырдар-Чемберджи, Гёзде Кырдар-Сонсырма, Наз Айдемир, Эсра Гюмюш, Бюшра Джансу, Неслихан Дарнель. Тренер — Массимо Барболини.

### Балканиада
- 1-е место — 1992.
- 3-е место — 1984, 1985.

### Кубок весны
Женская сборная Турции 5 раз побеждала (в 190, 1992, 1998, 2002 и 2005 годах) и 8 раз становилась призёром (серебряным — в 1986, 1989 и 1991; бронзовым — в 1979, 1981, 1988, 1994 и 1997) в традиционном международном турнире Кубок весны (Spring Cup), который ежегодно (с 1962 для мужских и с 1973 для женских сборных команд) проводился по инициативе федераций волейбола западноевропейских стран.

### Кубок Бориса Ельцина
- 3-е место — 2005.

## Состав
Сборная Турции в соревнованиях 2024 года (Лига наций, Олимпийские игры).
| №  | Имя, фамилия              | Год рождения | Рост | Амплуа      | Клуб                        |
| -- | ------------------------- | ------------ | ---- | ----------- | --------------------------- |
| 1  | Хатидже-Гизем Орге        | 1993         | 170  | либеро      | «Фенербахче» Стамбул        |
| 2  | Симге-Шебнем Акёз         | 1991         | 168  | либеро      | «Эджзаджибаши» Стамбул      |
| 3  | Джансу Озбай              | 1996         | 182  | связующая   | «Вакыфбанк» Стамбул         |
| 4  | Мелисса Варгас Абреу      | 1999         | 194  | нападающая  | «Фенербахче» Стамбул        |
| 5  | Айча Айкач                | 1996         | 176  | либеро      | «Вакыфбанк» Стамбул         |
| 7  | Ханде Баладын             | 1997         | 189  | нападающая  | «Эджзаджибаши» Стамбул      |
| 9  | Мелиха Дикен (Исмаилоглу) | 1993         | 188  | нападающая  | «Фенербахче» Стамбул        |
| 10 | Тугба Ивегин (Шеноглу)    | 1998         | 185  | нападающая  | «Тюрк Хава Йоллары» Стамбул |
| 11 | Дерья Джебеджиоглу        | 2000         | 185  | нападающая  | «Вакыфбанк» Стамбул         |
| 12 | Элиф Шахин                | 2001         | 190  | связующая   | «Эджзаджибаши» Стамбул      |
| 14 | Эда Эрдем-Дюндар          | 1987         | 188  | центральная | «Фенербахче» Стамбул        |
| 18 | Зехра Гюнеш               | 1999         | 194  | центральная | «Вакыфбанк» Стамбул         |
| 19 | Аслы Калач                | 1995         | 185  | центральная | «Фенербахче» Стамбул        |
| 21 | Бейза Арыджи              | 1995         | 192  | центральная | «Эджзаджибаши» Стамбул      |
| 22 | Илькин Айдын              | 2000         | 183  | нападающая  | «Галатасарай» Стамбул       |
| 99 | Эбрар Каракурт            | 2000         | 197  | нападающая  | «Локомотив» Калининград     |

- Главный тренер —  Даниэле Сантарелли.
- Тренеры —  Андреа Дзотта,  Диего Флизи, Реджеп Ватансевер.

## Фотогалерея
- Неслихан Демир
- Эсра Гюмюш
- Седа Токатиоглу
- Озлем Озчелик
- Пелин Челик
- Дениз Хакйемез
- Эда Эрдем
- Гёзде Кырдар-Сонсырма
- Нериман Озсой
- Гюльдениз Онал-Пашаоглу
- Гизем Карадайи-Гюрешен
- Бахар Токсой
- Бюшра Джансу
- Озге Кырдар-Чемберджи
- Наз Айдемир-Акйол
- Кюбра Акман